# Leichtathletik-Jugendasienmeisterschaften 2017
Die 2. Leichtathletik-Jugendasienmeisterschaften fanden vom 20. bis 23. Mai 2017 im Suphachalasai-Stadion der thailändischen Hauptstadt Bangkok statt.

## Jungen

### 100 m
| Platz | Athlet                 | Land | Zeit (s) |
| ----- | ---------------------- | ---- | -------- |
| 1     | Gurindervir Singh      | IND  | 10,77    |
| 2     | Muhammad Aiedel Saadon | MAS  | 10,80    |
| 3     | Choi Sun-jae           | KOR  | 10,81    |
| 4     | Shin Min-kyu           | KOR  | 10,83    |
| 5     | Suo Hanbo              | CHN  | 10,85    |
| 6     | Rico Tse Yee Hin       | HKG  | 10,88    |
| 7     | Sittiphon Donpritee    | THA  | 10,90    |
|       | Rintaro Kinoshita      | JPN  | 10,96    |

Wind: −0,1 m/s

### 200 m
| Platz | Athlet                                 | Land | Zeit (s) |
| ----- | -------------------------------------- | ---- | -------- |
| 1     | Shin Min-kyu                           | KOR  | 21,48    |
| 2     | Sittiphon Donpritee                    | THA  | 21,69    |
| 3     | Suriya Taemchan                        | THA  | 21,86    |
| 4     | Shalika Santhush Weerasinha Atampolage | LKA  | 21,92    |
| 5     | Aoi Inage                              | JPN  | 22,00    |
| 6     | CH. Palender Kumar                     | IND  | 22,02    |
| 7     | Akshay Nain                            | IND  | 22,16    |
| 8     | Ma Chi Fai                             | HKG  | 22,75    |

Wind: 0,4 m/s

### 400 m
| Platz | Athlet                         | Land | Zeit (s) |
| ----- | ------------------------------ | ---- | -------- |
| 1     | Ifan Anugrah Setiawan          | INA  | 47,47 CR |
| 2     | Muhammad Ilham Suhaimi         | MAS  | 48,16    |
| 3     | Akshay Nain                    | IND  | 48,49    |
| 4     | Thiran Kalavitigoda Pathiranna | LKA  | 48,94    |
| 5     | Ali Soleymani                  | IRI  | 48,96    |
| 6     | Thiruben So Thana Rajan        | SGP  | 49,17    |
| 7     | Mohammad Reza Dehghani         | IRI  | 49,50    |
| 8     | Manish                         | IND  | 50,61    |

### 800 m
| Platz | Athlet                         | Land | Zeit (min) |
| ----- | ------------------------------ | ---- | ---------- |
| 1     | Abishek Mathew                 | IND  | 1:54,99    |
| 2     | Harsha Dissanayaka Mudiyansela | LKA  | 1:54,99    |
| 3     | Zhan Qi                        | CHN  | 1:55,25    |
| 4     | Wempy Pelamonia                | INA  | 1:55,54    |
| 5     | Chen Yen-wei                   | TPE  | 1:56,05    |
| 6     | Hasanain Ali Joudah            | IRQ  | 1:57,38    |
| 7     | Somchai Chankaew               | THA  | 1:58,09    |
| 8     | Nikolai Petrow                 | KAZ  | 2:02,71    |

### 1500 m
| Platz | Athlet              | Land | Zeit (min) |
| ----- | ------------------- | ---- | ---------- |
| 1     | Yan Wei             | CHN  | 3:50,65 CR |
| 2     | Kaishin Hattori     | JPN  | 3:55,04    |
| 3     | Park Jong-hak       | KOR  | 3:58,74    |
| 4     | Avdesh Nagar        | IND  | 3:59,13    |
| 5     | Ahmed al-Yaari      | YEM  | 4:02,51    |
| 6     | Mohd Meraj          | IND  | 4:03,28    |
| 7     | Merchmans Arruldass | MAS  | 4:15,14    |
| 8     | Sahassawat Manakla  | THA  | 4:16,62    |

### 3000 m
| Platz | Athlet                  | Land | Zeit (min) |
| ----- | ----------------------- | ---- | ---------- |
| 1     | Sharif Elatawneh        | JOR  | 8:35,49    |
| 2     | Noor Aldeen al-Humaidha | IRQ  | 8:42,88    |
| 3     | Seyed Amir Zamanpour    | IRI  | 8:49,34    |
| 4     | Khalid Khalil Ramadhan  | VAE  | 9:08,76    |
| 5     | Ilcham Jerkabajew       | KAZ  | 9:10,39    |
| 6     | Hendrik Marlyonda       | INA  | 9:19,06    |
| 7     | Kim Geo-noh             | KOR  | 9:27,76    |
| 8     | Syed Hussein al-Junied  | SGP  | 9:37,18    |

### 10.000 m Bahngehen
| Platz | Athlet          | Land | Zeit (min) |
| ----- | --------------- | ---- | ---------- |
| 1     | Sanjay Kumar    | IND  | 45:30,39   |
| 2     | Masaru Suzuki   | JPN  | 45:47,41   |
| 3     | Zhang Yao       | CHN  | 46:12,58   |
| 4     | Ryo Hamanishi   | JPN  | 48:00,69   |
| 5     | Gong Hao        | CHN  | 49:50,21   |
| 6     | Chang Wei-jui   | TPE  | 50:27,22   |
| 7     | Wichian Muepoku | THA  | 52:37,30   |
| 8     | Jun Wei Sia     | SGP  | 54:18,87   |

### 110 m Hürden
| Platz | Athlet                      | Land | Zeit (s) |
| ----- | --------------------------- | ---- | -------- |
| 1     | Lu Hao-hua                  | TPE  | 13,45    |
| 2     | Ning Xiaohan                | CHN  | 13,66    |
| 3     | Halomoan Edwin Binsar       | INA  | 13,73    |
| 4     | Chen Yung-chun              | TPE  | 14,07    |
| 5     | Sheshan Dilusha Kariyawasam | LKA  | 14,21    |
| 6     | Abhishek Ubhe               | IND  | 14,25    |
| 7     | Wei Guan                    | SGP  | 14,32    |
| 8     | Punga Soren                 | IND  | 14,66    |

### 400 m Hürden
| Platz | Athlet                           | Land | Zeit (s) |
| ----- | -------------------------------- | ---- | -------- |
| 1     | Halomoan Edwin Binsar            | INA  | 51,96 CR |
| 2     | Huang Ting-hsuan                 | TPE  | 52,49    |
| 3     | Navodya Sankalpa Sobana Handigei | LKA  | 53,86    |
| 4     | Xu Haojun                        | CHN  | 55,31    |
| 5     | Kaseman Kaewkul                  | THA  | 55,45    |
| 6     | He Shitong                       | CHN  | 56,61    |
| 7     | Xu Xin                           | MAC  | 56,86    |
| 8     | Naif Hassan al-Bishi             | KSA  | DNF      |

### 2000 m Hindernis
| Platz | Athlet                    | Land | Zeit (min) |
| ----- | ------------------------- | ---- | ---------- |
| 1     | Hasan Saad al-Asdi        | IRQ  | 5:58,34    |
| 2     | Nguyễn Trung Cường        | VIE  | 6:01,16    |
| 3     | Mohammed al-Suleimani     | OMA  | 6:13,33    |
| 4     | Husni Kayed Fayiz Hussein | JOR  | 6:25,36    |
| 5     | Stanislaw Filippow        | KAZ  | 6:38,38    |
| 6     | Umedjon Batotow           | TJK  | 6:45,36    |
| 7     | Pubodin Sakdiwong         | THA  | 6:51,49    |
| 8     | Kareem Abosamra           | SYR  | 6:55,64    |

### Sprint-Staffel (100 m – 200 m – 300 m – 400 m)
| Platz | Land                | Athleten                                                                                | Zeit (s) |
| ----- | ------------------- | --------------------------------------------------------------------------------------- | -------- |
| 1     | Indien              | Palender Kumar Gurindervir Singh Manish Akshay Nain                                     | 1:55,62  |
| 2     | Chinesisch Taipeh   | Yue Liu Hao-cyuan Lu Hao-hua Ye Cing-hua Huang Ting-hsuan                               | 1:55,71  |
| 3     | Hongkong            | Rico Tse Yee Hin Ma Chi Fai Chan Ching Fung Wong Shek On Zion                           | 1:56,11  |
| 4     | Thailand            | Patiphat Kasuwan Suriya Taemchan Sittiphon Donpritee Natchanon Songpram                 | 1:56,17  |
| 5     | Volksrepublik China | Suo Hanbo Xu Haojun He Shitong Wang Jianlong                                            | 1:56,17  |
| 6     | Kasachstan          | Danila Gorjatschkin Adil Ramet Alexander Achjutin Kadyr Schalgas                        | 1:59,38  |
| 7     | Saudi-Arabien       | Abdo Ahmed Marazouq Ahmed Muhanna al-Marwani Naif Hassan al-Bishi Abdullah Ayed Asubaie | 1:59,58  |
|       | Iran                | Hamid Reza Kia Ali Salamatian Mohammadreza Dehghani Ali Soleymani                       | DSQ      |

### Hochsprung
| Platz | Athlet                        | Land | Höhe (m) |
| ----- | ----------------------------- | ---- | -------- |
| 1     | Cao Võ Ngọc Long              | VIE  | 2,10     |
| 2     | Qihao Sun                     | CHN  | 2,03     |
| 3     | Hussain Nasser al-Shawakir    | KSA  | 2,00     |
| 4     | Timothy Lam Hin Chak          | HKG  | 1,97     |
| 5     | Chenuka Visun Kasturiarachchi | LKA  | 1,93     |
| 6     | Chan Chak Kwan                | HKG  | 1,89     |
| 7     | Peerawit Khiadnuy             | THA  | 1,89     |
| 8     | Wally Gacusa                  | PHI  | 1,85     |

### Stabhochsprung
| Platz | Athlet                | Land | Höhe (m) |
| ----- | --------------------- | ---- | -------- |
| 1     | Kasinpob Chomchanad   | THA  | 5,00 CR  |
| 2     | Yang Lucheng          | CHN  | 5,85     |
| 3     | Idan Fauzan Richsan   | INA  | 4,80     |
| 4     | Stanislaw Solowjew    | KAZ  | 4,60     |
| 5     | Wu Fei                | TPE  | 4,55     |
| 6     | Rakesh Gond           | IND  | 4,40     |
| 7     | Huang Yong-fu         | TPE  | 4,20     |
| 8     | Francis Edward Obiena | PHI  | 4,20     |

### Weitsprung
| Platz | Athlet            | Land | Weite (m) |
| ----- | ----------------- | ---- | --------- |
| 1     | Lee Seung-jun     | KOR  | 7,49 =CR  |
| 2     | Wen Hua-yu        | TPE  | 7,38      |
| 3     | Koki Wada         | JPN  | 7,30      |
| 4     | Hua Zihui         | CHN  | 7,17      |
| 5     | Chow Hon Kit      | HKG  | 7,10      |
| 6     | Nasmee Satapor    | THA  | 7,02      |
| 7     | Chatchanan Churod | THA  | 7,02      |
| 8     | Rishab Kumar      | IND  | 6,94      |

### Dreisprung
| Platz | Athlet                   | Land | Weite (m) |
| ----- | ------------------------ | ---- | --------- |
| 1     | Muhammad Nazri Mustafa   | MAS  | 15,05     |
| 2     | Huang Hao-wen            | TPE  | 14,78     |
| 3     | Ju Jianming              | CHN  | 14,71     |
| 4     | Hamid Reza Kia           | IRN  | 14,66     |
| 5     | Javokhir Noriyev         | UZB  | 14,64     |
| 6     | Abduschapar Schanschidow | KAZ  | 14,41     |
| 7     | Nattapong Srinonta       | THA  | 14,18     |
| 8     | Ameer Gailan Awad        | IRQ  | 13,82     |

### Kugelstoßen
| Platz | Athlet        | Land | Weite (m) |
| ----- | ------------- | ---- | --------- |
| 1     | Yang Po-en    | TPE  | 19,40     |
| 2     | Mohit         | IND  | 18,82     |
| 3     | Kanta Matsuda | JPN  | 17,59     |
| 4     | Yang Yu-siang | TPE  | 18,53     |
| 5     | Lee Sung-bin  | KOR  | 18,37     |
| 6     | Gao Jian      | CHN  | 17,98     |
| 7     | Kartikey      | IND  | 17,81     |
| 8     | Zhu Yingxu    | CHN  | 17,78     |

### Diskuswurf
| Platz | Athlet                | Land | Weite (m) |
| ----- | --------------------- | ---- | --------- |
| 1     | Abhay Gupta           | IND  | 56,47 CR  |
| 2     | Sahil Silwal          | IND  | 54,58     |
| 3     | Ngu Ing Bau           | MAS  | 52,48     |
| 4     | Jonathan Jun Jie Low  | SGP  | 52,00     |
| 5     | Ahmed al‐Haj          | QAT  | 51,51     |
| 6     | Danail Safishalamzari | IRN  | 50,73     |
| 7     | Jakkapat Niosri       | THA  | 50,61     |
| 8     | Einar Ahmad           | SYR  | 49,43     |

### Hammerwurf
| Platz | Athlet               | Land | Weite (m) |
| ----- | -------------------- | ---- | --------- |
| 1     | Liu Yuxuan           | CHN  | 71,16     |
| 2     | Damneet Singh        | IND  | 70,29     |
| 3     | Nitesh Poonia        | IND  | 69,76     |
| 4     | Umidyon Khasanov     | UZB  | 66,63     |
| 5     | Hsu Yuan-chang       | TPE  | 63,75     |
| 6     | Fabian Sia Sun Siong | MAS  | 60,26     |
| 7     | Aws Basim al-Aithan  | KSA  | 57,19     |
| 8     | Lee Hui-yeong        | KOR  | 56,76     |

### Speerwurf
| Platz | Athlet              | Land | Weite (m) |
| ----- | ------------------- | ---- | --------- |
| 1     | Liu Zhekai          | CHN  | 77,25     |
| 2     | Avinash Yadav       | IND  | 70,09     |
| 3     | Kentaro Nakamura    | JPN  | 66,89     |
| 4     | Pan Kuan-chen       | TPE  | 66,45     |
| 5     | Kanta Matsuda       | JPN  | 64,53     |
| 6     | Mohd Alif Mohd Razi | MAS  | 59,86     |
| 7     | Fong Wai Lik        | HKG  | 59,69     |

Der ursprüngliche Silbermedaillengewinner Rohit Yadav aus Indien wurde nachträglich wegen eines Dopingverstoßes disqualifiziert.

### Zehnkampf
| Platz | Athlet                  | Land | Punkte |
| ----- | ----------------------- | ---- | ------ |
| 1     | Liu Tsu-yuan            | TPE  | 5982   |
| 2     | Mohit                   | IND  | 5976   |
| 3     | Reza Kefayati           | IRI  | 5904   |
| 4     | Hussein Ali Mohammedawi | IRQ  | 5822   |
| 5     | Sourav Rathi            | IND  | 5511   |
| 6     | Sergei Dementjew        | KAZ  | 4950   |

## Mädchen

### 100 m
| Platz | Athlet                              | Land | Zeit (s) |
| ----- | ----------------------------------- | ---- | -------- |
| 1     | Feng Lulu                           | CHN  | 11,77 CR |
| 2     | Chan Pui Kei                        | HKG  | 11,91    |
| 3     | Gong Luying                         | CHN  | 12,07    |
| 4     | Jeany Nuraini Amelia Agreta         | INA  | 12,24    |
| 5     | Sachini Tharaka Divyanjali Koralage | LKA  | 12,25    |
| 6     | Azreen Nabila Alias                 | MAS  | 12,26    |
| 7     | Dương Thị Hòa                       | VIE  | 12,31    |
|       | Aliya Boshnak                       | JOR  | 12,49    |

21. Mai
Wind: +0,4 m/s

### 200 m
| Platz | Athlet                              | Land | Zeit (s) |
| ----- | ----------------------------------- | ---- | -------- |
| 1     | Feng Lulu                           | CHN  | 24,06 CR |
| 2     | Chan Pui Kei                        | HKG  | 24,57    |
| 3     | Fūka Idoabigail                     | JPN  | 24,60    |
| 4     | Tao Yanan                           | CHN  | 24,69    |
| 5     | Wang Jou-hsuan                      | TPE  | 24,74    |
| 6     | Rajashree Prasad                    | IND  | 24,89    |
| 7     | Hima Das                            | IND  | 25,05    |
| 8     | Sachini Tharaka Divyanjali Koralage | LKA  | 25,54    |

23. Mai
Wind: +0,5 m/s

### 400 m
| Platz | Athlet                       | Land | Zeit (s) |
| ----- | ---------------------------- | ---- | -------- |
| 1     | Mo Jiadie                    | CHN  | 55,19    |
| 2     | Wang Jou-hsuan               | TPE  | 55,81    |
| 3     | Maryam Mohebbi               | IRI  | 55,94    |
| 4     | Jyothika Sri Dandi           | IND  | 56,57    |
| 5     | Sandumini Udaha Kapuralalage | LKA  | 57,30    |
| 6     | Inna Gubanowa                | KAZ  | 58,91    |
| 7     | Kitiya Nguphimai             | THA  | 60,09    |
|       | Aliya Boshnak                | JOR  | DNF      |

### 800 m
| Platz | Athlet                | Land | Zeit (min) |
| ----- | --------------------- | ---- | ---------- |
| 1     | Louris Danoun         | IRQ  | 2:14,15 CR |
| 2     | Zhu Haihong           | CHN  | 2:14,23    |
| 3     | Kamila Radyabova      | UZB  | 2:15,21    |
| 4     | Toktam Dastarbandan   | IRI  | 2:18,52    |
| 5     | Weerachat Suwannachot | THA  | 2:19,84    |
| 6     | Jiang Lin             | CHN  | 2:23,19    |
| 7     | Maryam Khoshniat      | IRI  | 2:27,18    |
| 8     | Natasha Yuen Ho Yee   | HKG  | 2:28,22    |

21. Mai

### 1500 m
| Platz | Athlet                   | Land | Zeit (min) |
| ----- | ------------------------ | ---- | ---------- |
| 1     | Li Chunhui               | CHN  | 4:40,09    |
| 2     | Bahareh Jahantigh        | IRI  | 4:51,26    |
| 3     | Kittikarn Suharitdumrong | THA  | 4:52,75    |
| 4     | Lu Mengyao               | CHN  | 5:18,05    |
| 5     | Octaviana Manuel Soares  | TLS  | 5:23,66    |
| 6     | Thinzar Aye Htar         | MYA  | 5:41,10    |

### 3000 m
| Platz | Athlet               | Land | Zeit (min) |
| ----- | -------------------- | ---- | ---------- |
| 1     | Gyong Choe-il        | PRK  | 10:00,96   |
| 2     | Đoàn Thu Hằng        | VIE  | 10:02,18   |
| 3     | Seema                | IND  | 10:05,27   |
| 4     | Poonam Dinkar Sonune | IND  | 10:17,03   |
| 5     | Kim Jin-hui          | PRK  | 10:27,62   |
| 6     | Zhang Chen           | CHN  | 10:41,61   |
| 7     | Rubia Fátima Martins | TLS  | 10:58,29   |
| 8     | Phoebe Kee           | SGP  | 11:23,61   |

### 5000 m Bahngehen
| Platz | Athlet                        | Land | Zeit (min) |
| ----- | ----------------------------- | ---- | ---------- |
| 1     | Wu Wei-ciao                   | TPE  | 25:41,36   |
| 2     | Zhou Xiaomin                  | CHN  | 26:04,42   |
| 3     | Gao Wenjing                   | CHN  | 26:53,61   |
| 4     | Nurul Alyahaziqah Kamarazaman | MAS  | 27:02,65   |
| 5     | Jeong Ui-ji                   | KOR  | 27:61,64   |
| 6     | Kotchaphon Tangsrivong        | THA  | 28:59,92   |
| 7     | Phitsamai Charoensamathi      | THA  | 31:18,37   |

### 100 m Hürden
| Platz | Athlet                 | Land | Zeit (s) |
| ----- | ---------------------- | ---- | -------- |
| 1     | Lin Ting-wei           | TPE  | 14,08    |
| 2     | Sayuri Nagasaki        | JPN  | 14,23    |
| 3     | Shing Cho Yan          | HKG  | 14,29    |
| 4     | Wu Yi Lam              | HKG  | 14,53    |
| 5     | He Xinyi               | CHN  | 14,69    |
| 6     | Adtamawan Riyaphan     | THA  | 14,79    |
| 7     | Darja Demtschenko      | KAZ  | 14,97    |
| 8     | Karmentna Nadia Quadra | MAS  | 15,06    |

Wind: +0,1 m/s

### 400 m Hürden
| Platz | Athlet                | Land | Zeit (s) |
| ----- | --------------------- | ---- | -------- |
| 1     | Liang Yina            | CHN  | 59,71    |
| 2     | Lê Thị Hồng Hân       | VIE  | 60,66    |
| 3     | Wu Pei-shan           | TPE  | 60,87    |
| 4     | Bùi Thị Trang         | VIE  | 61,80    |
| 5     | Alexandra Jegorina    | KAZ  | 67,79    |
| 6     | Phailine Khonepaseuth | LAO  | 74,38    |

23. Mai

### 2000 m Hindernis
| Platz | Athlet              | Land | Zeit (min) |
| ----- | ------------------- | ---- | ---------- |
| 1     | Suk Kim-hyang       | PRK  | 7:02,77    |
| 2     | Ngô Thị Khánh Ny    | VIE  | 7:04,25    |
| 3     | Hae Kim-mi          | PRK  | 7:10,82    |
| 4     | Elaine Quah Si Ying | SGP  | 7:53,83    |
| 5     | Onpreeya Thaonoi    | THA  | 7:57,25    |
| 6     | Jenjira Chehyang    | THA  | 8:38,16    |

### Sprintstaffel (1000 Meter)
| Platz | Land                | Athleten                                                                        | Zeit (min) |
| ----- | ------------------- | ------------------------------------------------------------------------------- | ---------- |
| 1     | Volksrepublik China | Feng Lulu Tao Yanan Liang Yina Mo Jiadie                                        | 2:09,63 CR |
| 2     | Thailand            | Jirawan Chutrakun Preechaporn Pluempan Tawanchat Chanbu Kitiya Nguphimai        | 2:15,65    |
| 3     | Hongkong            | Hui Man Natalie Wong Tsz Shan Chan Pui Kei Fung Cheuk Lam                       | 2:16,17    |
| 4     | IND                 | Daneshwari At Rajashree Prasad Adithya Kt Jyothika Sri Dandi                    | 2:17,36    |
|       | Kasachstan          | Anastassija Sawodina Alexandra Jegorina Anastassija Lyssaja Inna Gubanowa       | DSQ        |
|       | Iran                | Reihaneh Mobini Arani Pardis Abdolmaohammadi Toktam Dastarbandan Maryam Mohebbi | DSQ        |

23. Mai

### Hochsprung
| Platz         | Athlet                     | Land | Höhe (m) |
| ------------- | -------------------------- | ---- | -------- |
| 1             | Maryam Abdulelah           | IRQ  | 1,73     |
| 2             | Nguyễn Lan Anh             | VIE  | 1,69     |
| 3             | Olga Shlentova             | UZB  | 1,69     |
| 4             | Tsai Ching-jung            | TPE  | 1,69     |
| 5             | Prangthip Chitkhokkruad    | THA  | 1,65     |
| 6             | Priscilla Cheung Ching Lam | HKG  | 1,65     |
| 7             | Jelisaweta Matwejewa       | KAZ  | 1,65     |
| 8             | Alina Yablokova            | UZB  | 1,60     |
| Uljana Filina | KAZ                        | 1,60 |          |

10. Mai

### Stabhochsprung
| Platz              | Athlet                | Land | Höhe (m) |
| ------------------ | --------------------- | ---- | -------- |
| 1                  | Niu Chunge            | CHN  | 4,15 CR  |
| 2                  | Zhang Qianru          | CHN  | 3,70     |
| Lin Ying-tung      | TPE                   | 3,70 |          |
| 4                  | Anastassija Jermakowa | KAZ  | 3,70     |
| 5                  | Jana Toibajewa        | KAZ  | 3,55     |
| 6                  | Nivya Antony          | IND  | 3,40     |
| 7                  | Cherlin Jia Yi Sia    | SGP  | 3,20     |
| 8                  | Chayanin Meesantia    | THA  | 3,20     |
| Kanta Jeeramongkol | THA                   | 3,20 |          |

22. Mai

### Weitsprung
| Platz | Athlet                | Land | Weite (m) |
| ----- | --------------------- | ---- | --------- |
| 1     | Gong Luying           | CHN  | 6,11 CR   |
| 2     | Pan Youqi             | CHN  | 5,99      |
| 3     | Yuki Fujiyama         | JPN  | 5,82      |
| 4     | Lia Irma Sumie Kitada | JPN  | 5,80      |
| 5     | Tia Louise Rozario    | SGP  | 5,72      |
| 6     | Kimia Poorkhalkhali   | IRI  | 5,58      |
| 7     | Laura Achmetowa       | KAZ  | 5,47      |
| 8     | Lim En Ning           | SGP  | 5,54      |

20. Mai

### Dreisprung
| Platz | Athlet                  | Land | Weite (m) |
| ----- | ----------------------- | ---- | --------- |
| 1     | Pan Youqi               | CHN  | 12,73     |
| 2     | Laura Achmetowa         | KAZ  | 12,41     |
| 3     | Karunia Nur Gem Ilang   | INA  | 11,98     |
| 4     | Yun Jie Ng              | MAS  | 11,91     |
| 5     | Pardis Abdolmaohammadi  | IRI  | 11,53     |
| 6     | Mahira Hanis Ishak      | MAS  | 11,24     |
| 7     | Suphawadee Itathueng    | THA  | 11,08     |
| 8     | Philaiphon Rattanasopha | THA  | 10,86     |

### Kugelstoßen
| Platz | Athlet                | Land | Weite (m) |
| ----- | --------------------- | ---- | --------- |
| 1     | Yu Tianxiao           | CHN  | 17,51 CR  |
| 2     | Shi Hongmei           | CHN  | 17,50     |
| 3     | Guo Pei-yu            | TPE  | 15,66     |
| 4     | Nani Shahirah Maryata | MAS  | 14,18     |
| 5     | Zebiniso Kamalidinova | UZB  | 13,02     |
| 6     | Thanapha Sriyongyos   | THA  | 12,98     |
| 7     | Tan Xin Ning          | SGP  | 12,36     |
| 8     | Thanatda Promin       | THA  | 11,72     |

20. Mai

### Diskuswurf
| Platz | Athlet                   | Land | Weite (m) |
| ----- | ------------------------ | ---- | --------- |
| 1     | Liu Quantong             | CHN  | 47,78     |
| 2     | Guo Pei-yu               | TPE  | 45,74     |
| 3     | Park Sun-jin             | KOR  | 44,29     |
| 4     | Maki Saitō               | JPN  | 43,77     |
| 5     | Kuruniya Muthuramalingam | IND  | 41,15     |
| 6     | Cao Yuting               | CHN  | 39,17     |
| 7     | Nani Shahirah Maryata    | MAS  | 38,85     |
| 8     | Thanadta Promin          | THA  | 37,77     |

21. Mai

### Hammerwurf
| Platz | Athlet                 | Land | Weite (m) |
| ----- | ---------------------- | ---- | --------- |
| 1     | Ji Li                  | CHN  | 67,81 CR  |
| 2     | Grace Wong Xiu Mei     | MAS  | 59,00     |
| 3     | Reihaneh Arani         | IRI  | 55,41     |
| 4     | Rania al-Naji          | QAT  | 53,24     |
| 5     | Medha Manoj            | IND  | 53,11     |
| 6     | Sneha Suryakant Jadhav | IND  | 52,89     |
| 7     | Hsu Hsiang-ting        | TPE  | 49,90     |
| 8     | Tatyana Normatova      | UZB  | 48,85     |

21. Mai

### Speerwurf
| Platz | Athlet             | Land | Weite (m) |
| ----- | ------------------ | ---- | --------- |
| 1     | Liao Yu            | CHN  | 56,29     |
| 2     | Wang Ying          | CHN  | 55,07     |
| 3     | Park A-yeong       | KOR  | 49,35     |
| 4     | Cheng Min-fong     | TPE  | 46,93     |
| 5     | Kewalin Lobprasoet | THA  | 34,47     |

### Siebenkampf
| Platz | Athlet               | Land | Punkte  |
| ----- | -------------------- | ---- | ------- |
| 1     | Hsiang Chia-li       | TPE  | 4985 CR |
| 2     | Roksana Xudoyorova   | UZB  | 4653    |
| 3     | Sarifa Rsakulijewa   | KAZ  | 4501    |
| 4     | Nguyễn Lan Anh       | VIE  | 4219    |
| 5     | Nagin Beigomi        | IRI  | 3974    |
| 6     | Jekaterina Kutschina | KAZ  | 3664    |

22./23. Mai

## Medaillenspiegel
| Medaillenspiegel (Stand nach 40 von 40 Entscheidungen) | Medaillenspiegel (Stand nach 40 von 40 Entscheidungen) | Medaillenspiegel (Stand nach 40 von 40 Entscheidungen) | Medaillenspiegel (Stand nach 40 von 40 Entscheidungen) | Medaillenspiegel (Stand nach 40 von 40 Entscheidungen) | Medaillenspiegel (Stand nach 40 von 40 Entscheidungen) |
| Platz                                                  | Land                                                   | Gold                                                   | Silber                                                 | Bronze                                                 | Gesamt                                                 |
| ------------------------------------------------------ | ------------------------------------------------------ | ------------------------------------------------------ | ------------------------------------------------------ | ------------------------------------------------------ | ------------------------------------------------------ |
| 01                                                     | Volksrepublik China                                    | 16                                                     | 9                                                      | 5                                                      | 30                                                     |
| 02                                                     | Chinesisch Taipeh                                      | 6                                                      | 7                                                      | 2                                                      | 15                                                     |
| 03                                                     | Indien                                                 | 5                                                      | 5                                                      | 4                                                      | 14                                                     |
| 04                                                     | Südkorea                                               | 2                                                      | 0                                                      | 4                                                      | 6                                                      |
| 05                                                     | Indonesien                                             | 2                                                      | 0                                                      | 3                                                      | 5                                                      |
| 06                                                     | Nordkorea                                              | 2                                                      | 0                                                      | 1                                                      | 3                                                      |
| 07                                                     | Irak                                                   | 2                                                      | 0                                                      | 0                                                      | 2                                                      |
| 08                                                     | Vietnam                                                | 1                                                      | 5                                                      | 0                                                      | 6                                                      |
| 09                                                     | Malaysia                                               | 1                                                      | 3                                                      | 1                                                      | 5                                                      |
| 10                                                     | Thailand                                               | 1                                                      | 2                                                      | 2                                                      | 5                                                      |
| 11                                                     | Jordanien                                              | 1                                                      | 0                                                      | 0                                                      | 1                                                      |
| 11                                                     | Syrien                                                 | 1                                                      | 0                                                      | 0                                                      | 1                                                      |
| 13                                                     | Japan                                                  | 0                                                      | 3                                                      | 4                                                      | 7                                                      |
| 14                                                     | Hongkong                                               | 0                                                      | 2                                                      | 3                                                      | 5                                                      |
| 15                                                     | Iran                                                   | 0                                                      | 1                                                      | 5                                                      | 6                                                      |
| 16                                                     | Usbekistan                                             | 0                                                      | 1                                                      | 2                                                      | 3                                                      |
| 17                                                     | Sri Lanka                                              | 0                                                      | 1                                                      | 1                                                      | 2                                                      |
| 18                                                     | Kasachstan                                             | 0                                                      | 1                                                      | 0                                                      | 1                                                      |
| 18                                                     | Jemen                                                  | 0                                                      | 1                                                      | 0                                                      | 1                                                      |
| 20                                                     | Oman                                                   | 0                                                      | 0                                                      | 1                                                      | 1                                                      |
| 20                                                     | Saudi-Arabien                                          | 0                                                      | 0                                                      | 1                                                      | 1                                                      |
| Gesamt                                                 | Gesamt                                                 | 40                                                     | 41                                                     | 39                                                     | 120                                                    |